# Anthidium cordiforme
Anthidium cordiforme is een vliesvleugelig insect uit de familie Megachilidae. De wetenschappelijke naam van de soort is voor het eerst geldig gepubliceerd in 1922 door Friese.
De diersoort komt voor in Zimbabwe.